# Asphodeline
Genre
Classification phylogénétique
Asphodeline est un genre de plantes de la famille des Liliaceae selon la classification classique, ou des Asphodelaceae ou des Xanthorrhoeaceae selon la classification phylogénétique. 

## Habitat, répartition
En France, ce sont des plantes des zones rocailleuses et de la prairie sèche méditerranéenne.
On trouve également des espèces de ce genre ailleurs en Europe, en Asie, en Afrique.

## Usages alimentaires
Selon l'ethnobotaniste François Couplan, les racines de l'asphodéline jaune (A lutea) semblent avoir été consommées dans la Grèce antique, cuites sous la cendre puis mangées avec de l'huile d'olive ou écrasées avec des figues si l'on en croit Pline.
Les tiges (jeunes), que certains considèrent peu digestes, étaient en Sicile mangées en omelette, par exemple avec des asperges sauvages et les hampes (jeunes, avec leurs boutons floraux dits « zzubbi », étaient épluchées, bouillies puis recuites avec des œufs ou arrosées de « salamurigghiu » (huile d'olive additionnée de citron, sel, poivre et origan). Elles aromatisent aussi une sauce tomate italienne, servie avec les pâtes en Italie du Sud.
Les fleurs (ouvertes ou en boutons oblongs rappelant ceux des hémérocalles) étaient frites à la poêle ou bouillies et arrosées d'un filet d'huile d'olive et de citron, avec un peu de sel.

## Liste d'espèces
- Asphodeline lutea - bâton de Jacob ou asphodéline
- Asphodeline liburnica
- Asphodeline taurica